# Michael Costa
Sir Michael Andrew Angus Costa (ur. 4 lutego 1808 w Neapolu, zm. 29 kwietnia 1884 w Hove) – brytyjski dyrygent i kompozytor pochodzenia włoskiego.

## Życiorys
Urodził się jako Michele Andrea Agniello Costa w nawróconej na chrześcijaństwo rodzinie pochodzenia sefardyjskiego. Muzyki uczył się początkowo u ojca, kompozytora Pasquale Costy, a później w konserwatorium w Neapolu u Giacomo Tritto, Giovanniego Furno, Girolamo Crescentiniego i N.A. Zingarelliego. W 1829 roku osiadł w Wielkiej Brytanii, dziesięć lat później otrzymując obywatelstwo. W latach 1833–1846 i 1871–1879 był dyrygentem Her Majesty’s Theatre. Od 1847 do 1869 roku kierował założoną przez siebie Royal Italian Opera z siedzibą w Covent Garden. W latach 1848–1882 dyrygował orkiestrą Sacred Harmonic Society, wraz z którą brał udział w festiwalach Händlowskich. Dyrygował również na festiwalach muzycznych w Bradford, Leeds i Birmingham.
W 1868 roku otrzymał tytuł szlachecki.

## Twórczość
Był jednym z pierwszych profesjonalnych dyrygentów działających w Anglii. Cechował się surową dyscypliną pracy, a jego wyrazista technika dyrygencka przez długi czas stanowiła wzorzec interpretacyjny. Jego własne kompozycje nie odniosły większych sukcesów, pewną popularność zdobyły sobie tylko oratoria Eli (1855) i Naaman (1864). Poza tym skomponował m.in. 3 symfonie, kantatę L’immagine (1823), opery Il delitto punito (1826), Il sospetto funesto (1827), Il carcere d’Ildegonda (1828), Malvina (1829), Malek Adel (1838), Don Carlos (1844), balety The Kenilworth (1831), Une heure à Naples (1832), Sir Huon (1833), Alma (1842), Faust (1848).